# Mattinata
Mattinata es una localidad y comune italiana de la provincia de Foggia, región de Apulia, con 6.539 habitantes.

## Evolución demográfica
| Gráfica de evolución demográfica de Mattinata entre 1861 y 2001 |
|                                                                 |
| Fuente ISTAT - elaboración gráfica de Wikipedia                 |